# Formål
 Der er for få eller ingen kildehenvisninger i denne artikel, hvilket er et problem. Du kan hjælpe ved at angive troværdige kilder til de påstande, som fremføres i artiklen.

Et formål er et resultat, en slutning, et mål eller grund til en bevidst handling, eller om et objekt, der er taget i brug eller som eksisterer af en eller anden grund.
Det er muligt at en bevidst handling kan have flere formål. Et kan være det primære formål, mens resten de sekundære. Fx kan fremkomsten af et gen i en risart have det primære formål at gøre planten mere modstandsdygtig mod sygdomme. Et sekundært formål kan være at risen får mindre næringsværdi. Formindskelsen i næringsværdi er omend ønskværdig dog et sekundært formål, idet det er en kendt effekt, som man villigt accepterer.

## Formål i videnskabelig henseende
Formål bruges inden for videnskaben om en kort skriftlig skitsering af målet med undersøgelsen. Hver gang der skal undersøges noget, skal der skrives et formål. Det gøres for at øge bevidstheden om præcis, hvad man ønsker at undersøge. I løbet af undersøgelsen vil det vise sig om der kan gives en slutning på formålet, evt. må man gå tilbage og ændre formålet for behændigt at kunne indfri det.

## Reference
1. ↑  ""purpose." Dictionary.com Unabridged. Random House, Inc. 02 Oct. 2009". Arkiveret fra originalen 20. april 2010. Hentet 17. april 2010.